# Erdei tüskebujkáló
Az erdei tüskebujkáló (Cercotrichas leucosticta) a madarak (Aves) osztályának a verébalakúak (Passeriformes) rendjébe, ezen belül a légykapófélék (Muscicapidae) családjába tartozó faj.

## Rendszerezése
A fajt Richard Bowdler Sharpe angol ornitológus írta le 1861-ben, a Cossypha nembe Cossypha leucosticta néven. Jelenlegi besorolása erősen vitatott, szerepel a Tychaedon nemben, mint Tychaedon leucosticta,  de helyezik az Erythropygia nembe is Erythropygia leucosticta néven, de mások az Aedonopsis nembe rakják Aedonopsis leucosticta néven.

## Alfajai
- Cercotrichas leucosticta collsi Alexander, 1907
- Cercotrichas leucosticta colstoni (Tye, 1991)
- Cercotrichas leucosticta leucosticta (Sharpe, 1883)
- Cercotrichas leucosticta reichenowi Hartert, 1907

## Előfordulása
Angola, Burkina Faso, Elefántcsontpart, Ghána, Guinea, Libéria, a Kongói Demokratikus Köztársaság, a Közép-afrikai Köztársaság, Sierra Leone és Uganda területén honos. 
Természetes élőhelyei a szubtrópusi vagy trópusi síkvidéki és hegyi esőerdők, cserjések, valamint ültetvények és szántóföldek. Állandó, nem vonuló faj.

## Megjelenése
Testhossza 15–16,5 centiméter, testtömege 21–31 gramm.

## Életmódja
Főleg rovarokkal táplálkozik.

## Természetvédelmi helyzete
Az elterjedési területe nagy, egyedszáma csökken, de még nem éri el a kritikus szintet. A Természetvédelmi Világszövetség Vörös listáján nem fenyegetett fajként szerepel.